# آساوکا
آساوکا (به لاتین: Asavka) یک منطقهٔ مسکونی در روسیه است که در باشقیرستان واقع شده‌است.